# Винчестеры
«Винчестеры» (англ. The Winchesters) — американский телесериал в жанре тёмного фэнтези и драмы, созданный  Робби Томпсоном, Дженсен Эклсом и Дэннил Эклс. Является спин-оффом сериала «Сверхъестественное» и происходит в альтернативной вселенной, хотя был анонсирован и рекламировался как приквел. Премьера сериала состоялась 11 октября 2022 года на канале The CW. В мае 2023 сериал был закрыт после первого сезона
.

## Сюжет
События сериала происходят в 1970-х годах. Дин Винчестер рассказывает историю знакомства, любви и борьбы с монстрами своих родителей, Джона Винчестера и Мэри Кэмпбелл, которые занимаются поисками своих пропавших отцов.

## В ролях

### Основной состав
- Мэг Доннелли — Мэри Кэмпбелл
- Дрэйк Роджер — Джон Винчестер
- Нида Хуршид — Латика "Лата" Десаи, юная охотницa на обучении[4]
- ДжоДжо Флейтес — Карлос Сервантес, самоуверенный борец с демонами[4]
- Деметрия МакКинни — Ада Монро, владелица книжного магазина, интересующаяся оккультизмом[5]
- Бьянка Кайлич — Милли Винчестер, мать Джона[6]

### Второстепенный состав
- Дженсен Эклс — Дин Винчестер, сын Джона и Мэри (рассказчик)[7]
- Том Уэллинг — Сэмюэл Кэмпбелл[8], отец Мэри
- Бриджет Риган — Крутая Рокси[9]
- Андреа Лондо — Бетти Донелан
- Райан МакКэртан — Кайл Рид

### Приглашённые звёзды
- Гил МакКинни — Генри Винчестер, отец Джона
- Роб Бенедикт — Танго
- Ричард Спейт-младший — Локи
- Чарльз Шонесси — Джек Уилкокс
- Рут Коннелл — Ровена Маклауд
- Джим Бивер — Бобби Сингер
- Александр Кэлверт — Джек Клайн

## Список эпизодов
| №  | Название                                                            | Режиссёр             | Автор сценария                            | Дата премьеры   | Зрители в США (млн) |
| -- | ------------------------------------------------------------------- | -------------------- | ----------------------------------------- | --------------- | ------------------- |
| 1  | «Пилот» «Pilot»                                                     | Глен Винтер          | Робби Томпсон                             | 11 октября 2022 | 0,78                |
| 2  | «Воспитывайте детей» «Teach Your Children Well»                     | Джон Ф. Шоуолтер     | Робби Томпсон и Дэвид Х. Гудман           | 18 октября 2022 | 0,46                |
| 3  | «Девочка, ты потерялась» «You're Lost Little Girl»                  | Клаудия Ярми         | Гэбриэл Алехандро Гарса                   | 25 октября 2022 | 0,55                |
| 4  | «Мастера войны» «Masters of War»                                    | Джон Кречмер         | Джулия Куперман                           | 1 ноября 2022   | 0,57                |
| 5  | «Легенда разума» «Legend of a Mind»                                 | Лиза Сопер           | Сехай Сетхи                               | 15 ноября 2022  | 0,46                |
| 6  | «Искусство смерти» «Art of Dying»                                   | Джиари МакЛеод       | Джессика Кардос                           | 22 ноября 2022  | 0,50                |
| 7  | «Размышления» «Reflections»                                         | Ричард Спейт-младший | Дэвид Х. Гудман и Робби Томпсон           | 6 декабря 2022  | 0,41                |
| 8  | «Держись за жизнь» «Hang on to Your Life»                           | Амин Кадерали        | Ник Чатри Сидей                           | 24 января 2023  | 0,37                |
| 9  | «Отдай судьбу на волю ветра» «Cast Your Fate to the Wind»           | Кристин Уинделл      | Рэйчел Линетт                             | 31 января 2023  | 0,35                |
| 10 | «Подозрения» «Suspicious Minds»                                     | Энди Армаганян       | Гэбриэл Алехандро Гарса и Джулия Куперман | 7 февраля 2023  | 0,29                |
| 11 | «У тебя есть друг» «You've Got a Friend»                            | Лиза Сопер           | Николь Десперито                          | 21 февраля 2023 | 0,36                |
| 12 | «Слёзы клоуна» «The Tears of a Clown»                               | Менхай Хада          | Дэвид Х. Гудман                           | 28 февраля 2023 | 0,49                |
| 13 | «Эй, ещё не время расставаться» «Hey, That's No Way to Say Goodbye» | Джон Ф. Шоуолтер     | Робби Томпсон                             | 7 марта 2023    | 0,44                |

## Производство

### Разработка
24 июня 2021 года было объявлено, что телеканал The CW начал разработку приквела сериала Сверхъестественное, под названием Винчестеры, который будет сфокусирован на родителях Сэма и Дина, Джоне и Мэри. Исполнительными продюсерами сериала были назначены Дженсен Эклс, его жена Дэннил Эклс и сценарист Сверхъестественного Робби Томпсон. Эклз также вернётся к роли Дина Винчестера в качестве рассказчика. 3 февраля 2022 года был заказ пилотный эпизод сериала, режиссёром которого был назначен 
Глен Винтер.
21 марта 2022 года было объявлено что на роли Мэри и Джона были утверждены Мэг Доннелли и Дрэйк Роджер.  12 мая 2022 года было объявлено, что The CW запустили сериал в производство и премьера запланирована на 11 октября 2022 года. В августе 2022 года было подтверждено, что Эклс вернётся к роли Дина в физическом обличии в первом эпизоде сериала.

### Съёмки
Съёмки пилота начались в апреле 2022 года в Новом Орлеане.

## Влияние

### Рейтинги
| №  | Название                        | Дата показа     | Рейтинг (18—49) | Зрителей (миллионов) | DVR (18—49) | Зрителей DVR (миллионов) | Всего (18—49) | Всего зрителей (миллионов) |
| -- | ------------------------------- | --------------- | --------------- | -------------------- | ----------- | ------------------------ | ------------- | -------------------------- |
| 1  | «Пилот»                         | 11 октября 2022 | 0,1             | 0,78                 | 0,1         | 0,51                     | 0,2           | 1,29                       |
| 2  | «Воспитывайте детей»            | 18 октября 2022 | 0,1             | 0,46                 | 0,1         | 0,43                     | 0,2           | 0,89                       |
| 3  | «Девочка, ты потерялась»        | 25 октября 2022 | 0,1             | 0,55                 | 0,1         | 0,32                     | 0,2           | 0,87                       |
| 4  | «Мастера войны»                 | 1 ноября 2022   | 0,1             | 0,57                 | 0,1         | 0,36                     | 0,2           | 0,93                       |
| 5  | «Легенда разума»                | 15 ноября 2022  | 0,1             | 0,46                 | 0,1         | 0,38                     | 0,2           | 0,83                       |
| 6  | «Искусство смерти»              | 22 ноября 2022  | 0,1             | 0,50                 | TBD         | TBD                      | TBD           | TBD                        |
| 7  | «Размышления»                   | 6 декабря 2022  | 0,1             | 0,41                 | TBD         | TBD                      | TBD           | TBD                        |
| 8  | «Держись за жизнь»              | 24 января 2023  | 0,1             | 0,37                 | TBD         | TBD                      | TBD           | TBD                        |
| 9  | «Отдай судьбу на волю ветра»    | 31 января 2023  | 0,1             | 0,35                 | TBD         | TBD                      | TBD           | TBD                        |
| 10 | «Подозрения»                    | 7 февраля 2023  | 0,0             | 0,29                 | TBD         | TBD                      | TBD           | TBD                        |
| 11 | «У тебя есть друг»              | 21 февраля 2023 | 0,1             | 0,36                 | TBD         | TBD                      | TBD           | TBD                        |
| 12 | «Слёзы клоуна»                  | 28 февраля 2023 | 0,1             | 0,49                 | TBD         | TBD                      | TBD           | TBD                        |
| 13 | «Эй, ещё не время расставаться» | 7 марта 2023    | 0,1             | 0.44                 | TBD         | TBD                      | TBD           | TBD                        |